# Újbarok
Újbarok is een plaats (község) en gemeente in het Hongaarse comitaat Fejér. Újbarok telt 350 inwoners (2001).